# Kadima Kabangu
Kadima Kabangu (sinh 15 tháng 6 năm 1993) là một cầu thủ bóng đá Cộng hòa Dân chủ Congo hiện tại thi đấu cho Motema Pembe.
Trước đó anh từng thi đấu cho câu lạc bộ Congo FC Saint-Éloi Lupopo, cho đến năm 2016 anh chuyển đến Budapest Honvéd FC ở Hungary. Anh là một phần của  Đội tuyển bóng đá quốc gia Cộng hòa Dân chủ Congo, anh chỉ ra sân 1 lần trước Sierra Leone năm 2014.

## Thống kê câu lạc bộ
| Câu lạc bộ          | Mùa giải            | Giải đấu                | Giải đấu | Giải đấu | Cúp quốc gia | Cúp quốc gia | Châu Âu | Châu Âu | Khác | Khác | Tổng cộng | Tổng cộng |
| Câu lạc bộ          | Mùa giải            | Hạng                    | Trận     | Bàn      | Trận         | Bàn          | Trận    | Bàn     | Trận | Bàn  | Trận      | Bàn       |
| ------------------- | ------------------- | ----------------------- | -------- | -------- | ------------ | ------------ | ------- | ------- | ---- | ---- | --------- | --------- |
| Budapest Honvéd     | 2015–16             | Nemzeti Bajnokság I     | 0        | 0        | 0            | 0            | –       | –       | –    | –    | 0         | 0         |
| Budapest Honvéd     | 2016–17             | Nemzeti Bajnokság I     | 5        | 0        | 2            | 0            | –       | –       | –    | –    | 7         | 0         |
| Budapest Honvéd     | 2017–18             | Nemzeti Bajnokság I     | 7        | 2        | 0            | 0            | 1       | 0       | –    | –    | 8         | 2         |
| Budapest Honvéd     | Tổng cộng           | Tổng cộng               | 12       | 2        | 2            | 0            | 1       | 0       | -    | -    | 15        | 2         |
| Shirak              | 2018–19             | Armenian Premier League | 13       | 2        | 1            | 0            | –       | –       | –    | –    | 14        | 2         |
| Tổng cộng sự nghiệp | Tổng cộng sự nghiệp | Tổng cộng sự nghiệp     | 25       | 4        | 3            | 0            | 1       | 0       | -    | -    | 29        | 4         |

Cập nhật theo các trận đấu đã diễn ra tính đến ngày 11 tháng 11 năm 2018.